# 서울 수복 전투
서울 수복 또는 제2차 서울 전투(Second Battle of Seoul)는 6.25 전쟁의 전투 중 일부로, 1950년 9월 15일 실시된 인천 상륙 작전의 성공 이후 9월 28일까지 서울 수복을 위해 치러진 전투이다.

## 전개
전투 전에 북한은 전투력이 약한 조선인민군(KPA) 사단 하나만 서울에 주둔시키고 있었으며, 그 사단은 대부분 서울 남쪽을 방어하고 있었다.
서울 전투는 인천에서의 작전과 한강으로의 진격보다 훨씬 더 치열할 것이라는 징후가 점점 늘어났다. 매일같이 한강 남안에 있는 서울 서남쪽 3마일(4.8km) 지점의 대규모 산업 교외인 영등포로 가는 길에서 조선인민군의 저항이 증가했다. 항공 관측자와 전투기 조종사는 북쪽에서 서울로 향하는 대규모 병력의 이동을 보고했다. 조선인민군 제18사단은 인천 상륙 작전이 개시되자 낙동강 전선으로 이동할 예정이었으나, 대신 인천을 탈환하라는 명령을 받고 소사 근처에서 제1해병대와 교전했다. 9월 17일, 조선인민군 공병대는 서울 근처 한강 접근로에 지뢰를 매설하기 시작했다. 거의 동시에 조선인민군 제70연대는 수원에서 이동하여 전투에 합류했다. 한강을 건널 준비를 하면서 해병대는 서울 방어를 위해 최대 20,000명의 적군이 있을 수 있다고 추정했다. 그러나 9월 19일 미 제10군단의 정보 추정치는 조선인민군이 "서울에서 완강한 저항을 할 수 있지만, 실질적인 증원이 없으면 성공적인 방어를 할 수 없다"는 미국 지휘관들의 지배적인 의견을 분명히 표현했다.:514-5

## 전투

### 한강 도하 (9월 20일~21일)
한강 도하 계획은 제5해병연대가 김포 비행장에서 동북쪽으로 3마일(4.8km), 서울에서 서쪽으로 8마일(13km) 떨어진 나루터(좌표 37.607N 126.809E)에서 강을 건너는 것을 요구했다. 9월 19일 저녁 8시, 14명의 수영조(대부분 수색 중대 소속)가 한강으로 들어서 안전하게 북쪽 강변으로 건너갔고, 도하 지점이 LVT에 적합하다는 것을 확인했다. 5명의 정찰대는 계속해서 125고지(좌표 37.600N 126.818E)의 경사면을 올라갔으나, 정상을 조금 못 미쳐 돌아섰다. 수영조는 나머지 중대에게 건너오라는 신호를 보냈다. 수색 중대를 태운 9대의 LVT 중 8대가 물에 들어서자 적의 박격포와 기관총 사격이 갑자기 그들에게 쏟아졌다. LVT들은 돌아서서 남쪽 강변으로 향했다. 한 시간 후, 수영조는 3명의 부상자와 1명의 실종자를 데리고 도착했다. 계획이 틀어진 제5해병연대는 이제 날이 밝은 후 한강 강습 도하를 준비하기 시작했다.:516

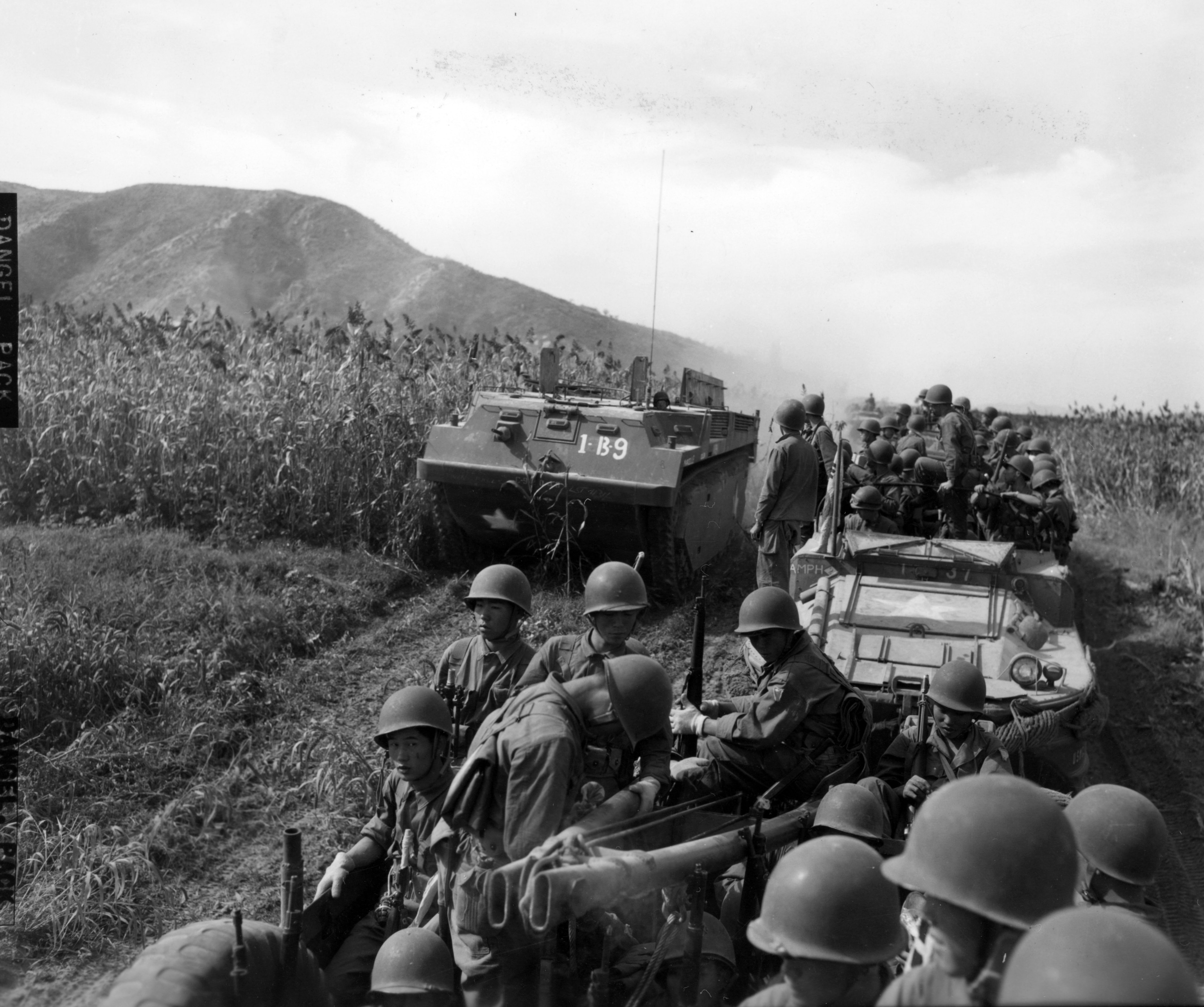
미국 및 대한민국 해병대를 태운 제1해병사단의 수륙양용장갑차가 한강을 건너기 위해 대기하고 있다.

125고지에 대한 집중 포격 준비 후, 9월 20일 06:45에 제5해병연대 I중대가 강습 도하를 시작했다. 125고지에서 자동화기 및 소화기 공격으로 I중대에 상당한 사상자가 발생했지만, 09:40까지 고지를 확보했다. 여전히 LVT를 타고 있던 제3대대의 다른 부대들은 저항을 거의 받지 않고 내륙으로 1마일(1.6km) 이동하여 08:30에 능동 마을에서 서울-개성 철도와 도로를 끊었다. 여전히 LVT를 타고 있던 그들은 이제 우회전하여 철도를 따라 서울 방향으로 남동쪽으로 이동했다. 제2대대는 10:00에 제3대대를 따라 강을 건너 통과한 후 진격을 계속했다. 밤이 되자 12대의 전차를 보유한 제5해병연대와 대한민국 해병대 제2대대는 강을 건넜다. 공병대는 도하 지점에 부교를 건설하기 시작했다.:516-7
9월 21일 아침, 제5해병연대는 적 중대 규모의 반격을 격퇴한 후 철도 및 도로선을 따라 한강과 평행하게 남동쪽으로 진격했다. 처음에는 가벼웠던 저항은 점차 강해졌다. 제3대대는 철도선 북쪽 5.5마일(8.9km) 지점의 104고지(좌표 37.568N 126.922E)를 점령하여 대한민국 해병대에 넘겨준 후, 서울 서북쪽 외곽의 296고지를 향해 동북쪽으로 방향을 틀었다. 한편, 제1대대는 철도 및 도로선 남쪽에 있는 일련의 낮은 고지대(좌표 37.561N 126.913E)를 공격하여 점령했다. 그날 저녁, 제5해병연대는 서울 서쪽 가장자리를 따라 일반적으로 남북으로 뻗어 있는 고지대에 직면했다. 전선의 남쪽 끝, 서강 마을 근처에서 제1대대는 서울의 주요 철도역에서 3마일(4.8km) 이내에 있었다.:517

### 영등포 점령 (9월 19일~21일)
제5해병연대의 오른쪽(남쪽)으로 진격하던 제1해병연대는 점차 영등포에 접근했다. 9월 19일 오후 초에 미 제7보병사단 제32보병연대에 의해 구원된 제1해병연대 제1대대는 영등포 서쪽 끝에서 제5해병연대가 그날 점령한 고지 진지로 동북쪽으로 이동할 준비를 마쳤다. 수송 차량의 도착이 늦어져 제1대대가 하차 지점에 도착하기 전에 어둠이 내렸다. A중대는 118고지(좌표 37.541N 126.857E) 정상으로 올라가 주둔 부대를 교대했다. 나중에 C중대가 그곳에 합류했다. 한편, 제5해병연대 제1대대 소속 병력들은 근처의 80고지(좌표 37.542N 126.878E)와 85고지(좌표 37.543N 126.880E)에서 21:00에 출발했는데, 이는 제5해병연대의 한강 도하 지점까지 6~8마일(9.7~12.9km)을 행군할 수 있도록 출발 시간이 정해져 있었기 때문이다.:517
그날 오후 5해병 연대에 이 언덕을 잃은 북한군은 해가 뜨기 직전에 반격했다. 그들의 공격 부대는 영등포를 떠나 논밭과 갈천천을 건너 도심 서쪽을 지나 한강으로 북쪽으로 흐르는 큰 시내에 도착했고, 무방비 상태인 80고지와 85고지에 도착했다. 북한군 일부는 118고지로 계속 진격해 1해병대 A·C 중대와 교전해 격퇴했다. 그날 밤 영등포 외곽 80고지와 85고지를 잃으면서 다음 날 아침 1해병대 1대대는 다시 공격해야 했다. 1대대는 치열한 근접전 끝에 85고지를 탈환했지만, 해병대원들에게 많은 사상자가 발생했다.:517-8
80, 85, 118고지에 대한 북한군의 새벽 공격과 동시에 T-34 전차 5대를 선두로 한 대대 규모의 병력이 인천 고속도로를 따라 영등포를 출발하여 제1해병연대에 반격을 가했다. 그들은 새벽이 오기 전에 해병대 진지에 정면으로 돌격했고, 어둠 속에서 불타는 전투 끝에 북한군은 거의 전멸했다. 이 전투에서 일등병 고네간은 3.5인치 바주카로 T-34 전차 2대를 격파했고, 세 번째 전차에 사격하던 중 전사했다. 날이 밝자 도로, 배수로, 그리고 인접 경사면에 흩어진 300구의 북한군 시신이 드러났다.:518

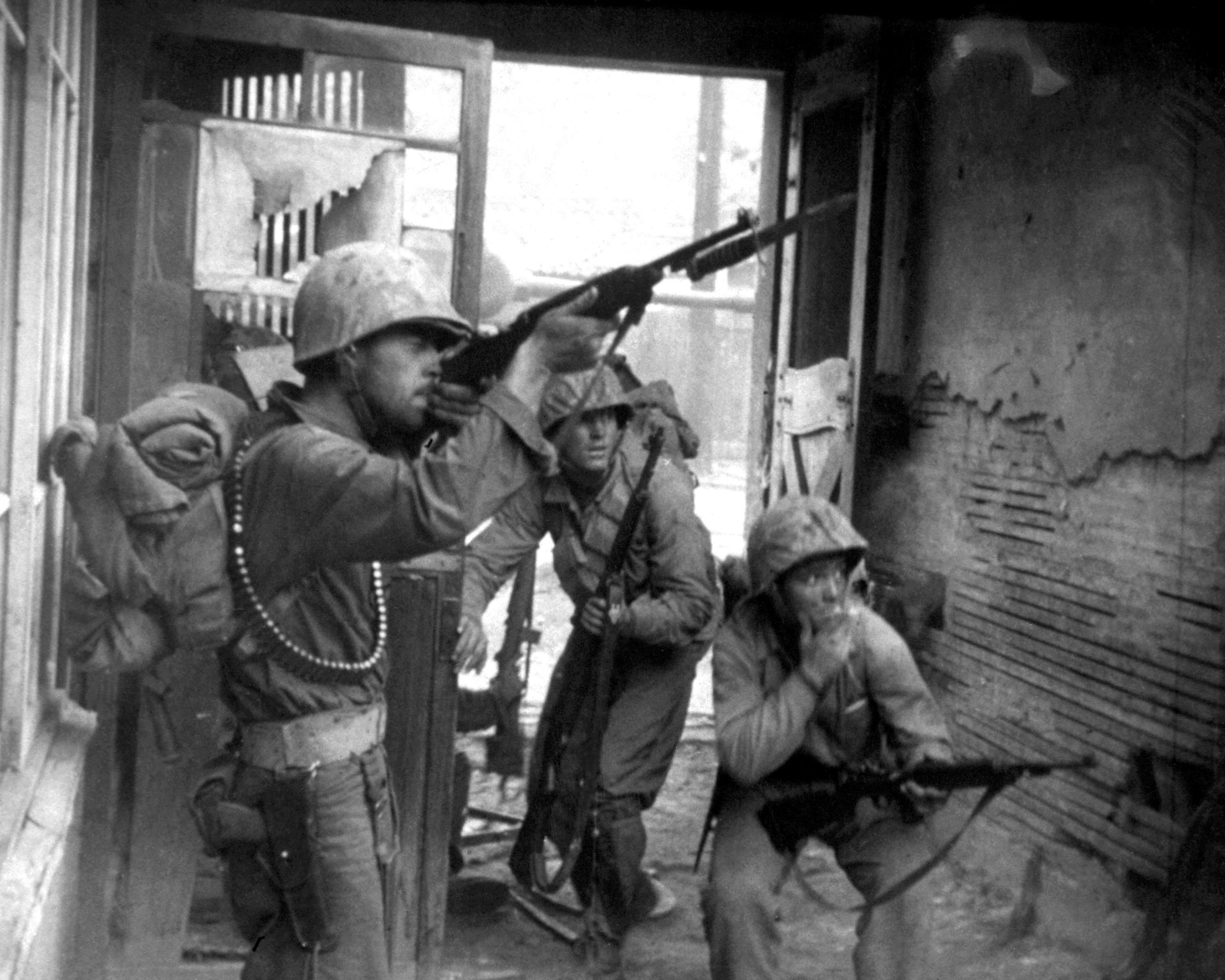
미국 해병대가 북한 저격수들에게 응사하고 있다.

09:45까지 제1해병연대 주력은 갈천천 서쪽에서 영등포를 내려다보는 고지에 도달했다. 10:00에 알몬드가 도착하여 해병 연대장인 풀러 대령과 회의를 가진 후 영등포 포격을 승인했다. 그날 남은 시간 동안 연대는 개울 서쪽에서 자리를 지키고 포병대는 영등포를 포격했으며, 항공기는 폭격했다. 포격은 밤까지 계속되었다.:518-9
영등포 서쪽 고지대는 북쪽과 남쪽 끝에서 도시와 가장 가까웠다. 중앙에는 넓은 논과 제방, 그리고 갈천천이 고지대와 도시를 분리하고 있었다. 따라서 공격하기에 가장 좋은 지점은 양쪽 끝이었다. 제1대대는 한강에 가장 가까운 북쪽에 있었고, 제1해병연대 제2대대는 인천 고속도로를 따라 남쪽에 있었으며, 제1해병연대 제3대대는 예비대에 있었다. 9월 21일 새벽, 포병대는 영등포에 대한 준비 포격을 재개했다. 그리고 06:30에 해병대는 공격을 시작했다. 북쪽 끝에서 제1대대는 85고지와 80고지를 떠나 평평한 논 지대를 지나 갈천천을 건너 영등포 외곽으로 진입했다. 북한군의 사격으로 많은 사상자가 발생했고 진격이 지연되었다. 북한군은 도시의 북서쪽 진입로에 있는 제방을 점령했다.:519
남쪽 끝에 있는 제2대대(좌표 37.512N 126.886E)는 더욱 힘든 상황에 처했다. 그쪽 측면 고지대에서 북한군의 박격포 및 포병 사격으로 해병대원들에게 많은 사상자가 발생했다. 오후 초까지 제2대대는 갈천천에 접한 논밭을 건너는 과정에서 85명의 사상자를 냈다. 이제 영등포 외곽, 많은 부분이 불타고 있는 이 지역에서 북한군은 대대를 교착 상태에 빠뜨렸다. 제1해병연대 제3대대는 오후 늦게 큰 피해를 입은 제2대대를 통과하여 격렬한 포격 아래 공격을 계속했다.:519
양측에서 치열한 전투가 진행되는 동안, A중대는 118고지를 떠나 낮은, 가려진 언덕 뒤로 이동하여 영등포 본부 서쪽 중앙 부근의 논밭에 있는 제방 시스템에 접근했다. 중대는 높은 제방 뒤에 공격 대열을 형성하고, 제방을 건넌 후 가슴 높이의 벼 사이를 지나 갈천천의 깊은 진흙을 헤치고 건너편 제방 앞에서 다시 대열을 갖춘 다음, 발각되지 않은 채 시내 거리로 진입했다. A중대가 도시의 비어 있는 중심부를 통과할 때 대원들은 오른쪽과 왼쪽에서 치열한 전투 소리를 들을 수 있었다. 중대장 로버트 배로 대위는 곧 자신과 부하들이 다른 아군 부대와 접촉 없이 시내 안쪽으로 700야드(640m)나 들어와 있다는 것을 깨달았다. 배로는 자신이 적의 후방에 있다는 것을 인지하고 상황을 이용하기 시작했다. 곧 배로의 선두 소대는 왼쪽에서 북한군 병력이 서울에서 서쪽으로 콘크리트 고속도로를 따라 서둘러 이동하는 것을 보았다. 이는 진행 중인 전투를 위한 증원 병력이었다. 그들의 사격은 이 병력들을 기습하여 섬멸하거나 분산시켰다. 정오 직전, 그리고 거의 도시 전체를 통과한 후, 배로는 동쪽 가장자리(좌표 37.521N 126.909E)에서 멈췄다. 그곳에서 그는 30피트(9.1m) 높이의 제방 양쪽에 방어 진지를 구축했는데, 이 제방의 정상에는 서울-인천 고속도로와 합류하는 포장 도로가 있었다.:519-20
그날 오후 북한군은 시내 서쪽 끝 전투에 너무 바빠 후방의 부대에 많은 관심을 기울이지 않은 듯했지만, 소규모 부대들이 미약한 시도를 하기도 했다. 해질녘, 전차 5대가 A중대를 공격했고, A중대는 바주카를 사용하여 전차 1대를 격파하고 2대에 피해를 입혔다. 피해를 입지 않은 전차 2대는 기관총을 불을 뿜고 대포를 발사하며, 제방에서 30야드(27m) 떨어진 곳에 깊이 파고든 보병 진지를 5번 왕복했다. 그리고 전차들은 시내로 철수했다. 21:00에 북한군 보병 부대가 중대 방어선 북쪽 끝에 있는 제3소대를 공격했다. 소대는 자정 전까지 5번의 개별 공격을 격퇴했다. 다음날 아침이 되자 제방과 도로 교차점 부근에는 275구 이상의 북한군 시신이 널려 있었고, 많은 자동화기가 땅에 흩어져 있었다.:520
9월 21일 후방에서 두 가지 전술적 작전에 영향을 미칠 만한 상황이 발생했다. 첫째, 제1해병사단의 세 번째 연대인 제7해병연대가 인천항에 도착하여 하역을 시작했다. 둘째, 작전 지휘권이 스트러블 제독에서 알몬드 장군에게 넘어갔는데, 그는 18:00에 인천에 있는 미 제10군단 지휘소에서 서울 작전 지휘권을 인수했다. 이때 상륙한 인원은 49,568명, 차량 5,356대, 화물 22,222톤이었다.:520
북한군은 9월 21일~22일 밤에 영등포 동쪽 끝에 위치한 배로 중대의 전진 진지에서 배로 중대를 몰아내는 데 실패한 후, 날이 밝기 전에 영등포를 포기한 것으로 보인다. 제1해병연대는 다음 날 아침 영등포를 점령했다. 강 근처 왼쪽에서는 영등포 동쪽 2마일(3.2km) 지점(좌표 37.514N 126.956E)의 한강을 가로지르는 파괴된 철교와 도로교에 도달했다.:520
제9사단의 조선인민군 제87연대와 제18사단 일부는 영등포를 방어했다. 제87연대 1개 대대는 그곳 전투에서 80%의 사상자를 입은 것으로 알려졌다. 포로들은 이 연대가 9월 16일 금천을 떠나 서울 지역을 증원하기 위해 기차로 이동했으며, 낮에는 터널에 숨어 있다가 9월 20일 영등포 지역에 도착하여 겨우 전투에 참가할 수 있었다고 밝혔다.:520
22일, 제1해병사단은 서울 점령 계획을 담은 작전 명령을 발표했다. 제1해병연대는 영등포 지역에서 한강을 건너 강 북쪽에서 제5해병연대와 합류하여 사단 우익을 형성하고, 제7해병연대는 인천에서 올라와 제5해병연대 북쪽 전선에 배치되어 3개 연대 전선의 중앙을 형성하는 것이었다. 이 계획은 제1해병사단이 다른 지상 부대의 도움 없이 도시를 점령하는 것을 목표로 했다. 그러나 같은 날 알몬드는 계획에 한 가지 변경 사항을 추가했는데, 대한민국 해병대와 대한민국 제17연대도 도시를 확보하는 데 투입될 예정이었다.:520-1

### 남쪽 측면 확보 (9월 20일~24일)
제1해병연대가 인천-서울 고속도로를 따라 영등포로 진격하는 동안, 제7보병사단은 우익을 보호하고 남쪽에서 전투 지역으로 이동하는 조선인민군 부대와 교전했다. 9월 20일, 제32연대가 안양을 향해 공격할 때 광범위한 지뢰밭이 진격을 지연시켰고, 이곳에서 서울-수원 고속도로를 끊을 예정이었다. 제73전차대대 A중대 전차 3대가 지뢰 폭발로 손상되었고, 종대가 따라가던 좁은 비포장 도로는 완전히 막혔다. 연대장 보챔프 대령은 간신히 탈출했다. 그가 차량을 떠난 지 몇 분 후에 지뢰가 그의 지프를 파괴하여 운전병을 사망시키고 무전병에게 부상을 입혔다. 공병 부대는 이 지뢰밭에서 150개 이상의 지뢰를 제거했다. 연대는 그날 덕산(T'ongdok) 산과 광산 고지 일부를 점령했다.:521
21일, 제32보병연대는 광산 고지의 나머지 부분을 점령했다. 또한 영등포 남쪽 2마일(3.2km) 지점의 고지대와 안양 바로 북동쪽의 고지대인 300고지를 점령했다. 제7사단 수색 중대는 14:30에 안양에 도착했다. 밤이 되자 제32보병연대 제3대대는 안양 남쪽 2마일(3.2km) 지점에서 수원 고속도로를 가로지르는 차단 진지를 점령했고, 제1대대는 마을 동쪽 도로와 북동쪽 고지대를 점령했으며, 연대 전투팀 일부는 북쪽 독산리에서 제2대대와 접촉하여 상당량의 군수품과 의료품을 확보했다.:521
안양에 수색 중대와 함께 도착한 제7사단 G-2 보좌관 어윈 A. 에드워즈 소령은 사단으로부터 수원을 남쪽으로 향하여 마을 아래 비행장을 확보하라는 무전 명령을 받았다. 약 16:00, 전차 소대장 제시 F. 밴 산트 소위는 전차를 선두로 하여 수색 중대와 에드워즈를 따랐고 수원으로 향하기 시작했다. 해군 항공기는 18:00에 도착하기 직전 수원에 폭격을 가하여 동문 근처의 오래된 거대한 석벽 위에 있던 대형 목조 건물을 파괴했다. 이 건물 잔해로 인해 문이 막혔고, 중대는 마을로 들어갈 다른 입구를 찾아야 했다. 이때, 제7사단 G-3 헨리 햄튼 중령이 안양에서 제18공병전투대대 B중대 소대와 함께 도착하여 그룹에 합류했다. 햄튼과 에드워즈는 두 명의 사병과 함께 종대를 이끌고 거리를 통과했다. 수원 시내 중심 근처에서 네 명의 병사들은 미국 지프를 타고 탈출하려던 북한군 장교 두 명을 기습했다. 에드워즈는 운전병을 사살했고, 다른 장교인 조선인민군 제105기갑사단 소속 소령은 항복했다. 기갑 종대는 흩어진 적군과 시가전을 벌여 37명의 북한군을 포로로 잡았다. 수원 남쪽 3마일(4.8km) 지점에서 종대는 고속도로를 가로지르는 방어 진지를 구축했다. 지도가 없었기 때문에 그들은 무심코 1마일(1.6km) 뒤의 수원 비행장을 지나쳤던 것이다.:521-2
21시경, 보름달이 떠올랐고, 데이비드 G. 바 소장은 수색 중대와 무전 연락이 끊기자 수원을 향해 기갑 부대를 파견하여 수색 중대를 찾기로 결정했다. 햄튼과 공병 소대는 이미 트럭에 싣고 먼저 출발했다. 제73전차대대 지휘관 칼빈 S. 햄넘 중령의 이름을 딴 햄넘 기동대는 21시 25분 안양에서 출발했다. 이 차량화 부대는 제73전차대대 B중대와 대대 전방 지휘부, 제32보병연대 K중대, 제48야전포병대대 C포대, 그리고 의무 분견대로 구성되었다. 제7사단 G-2 존 W. 패독 중령도 동행했다. 수원으로 가는 길에 패독은 에드워즈와 무전 연락을 설정하고 방어 진지로 자신과 병력을 안내할 가이드를 요청했다.:522
햄넘의 기갑 종대는 자정 무렵 수원에 도착하여 동문이 막혀 있는 것을 발견하고, 도시 한쪽에 있는 고대 석벽을 통해 다른 지점으로 진입했다. 시내 안에서 건물 뒤에 숨어 있던 북한군 전차가 선두 미국 전차에 발포하여 한 발로 격파하고 그 안에 있던 B중대 전차장을 사살했다. 다음 몇 분 동안 발생한 전투에서 다른 미국 전차들은 이 T-34 전차를 파괴했지만, 두 번째 전차는 탈출했다. 햄넘의 부대는 그 전차를 추격하려 했으나 도시 외곽에서 길을 잃었다. 햄넘은 어둠 속에서 또 다른 적 전차 매복의 위험을 감수하기보다는 날이 밝기를 기다리기로 결정했다.:522
한편, 수원 남쪽 방어선에 있던 에드워즈 부대는 북쪽에서 전차 소리를 들었다. 밴 산트는 그 소리가 T-34 전차 소리 같다고 생각했지만, 다른 사람들은 그의 말을 무시하고 햄넘을 만나러 갈 인원을 준비하는 데 서둘렀다. 에드워즈는 한국인 민간인과 수색 중대원 8명을 지프 두 대에 태웠다. 햄튼은 자신도 함께 가서 안양에 있는 제7사단 본부로 계속 갈 수도 있다고 말했다. 에드워즈가 네 대의 지프 중 첫 번째 차를 운전하며 일행이 출발했다. 북쪽으로 1마일(1.6km) 떨어진 곳에서 에드워즈는 달빛 아래 전차 네 대가 접근하는 것을 보았다. 그는 햄넘의 선두 전차라고 생각하고 식별 신호로 헤드라이트를 깜빡였다. 전차가 멈췄다. 그리고 갑자기 기관총이 발사되기 시작했고, 정지한 차량들을 향해 다가왔다. 병사들은 지프에서 뛰어내려 배수로로 뛰어들었다. 그러나 햄튼은 여전히 우군이라고 생각하는 듯 팔을 흔들며 전차를 향해 걸어갔다. 기관총 사격이 그를 쓰러뜨렸고, 다가오는 전차가 에드워즈의 지프를 들이받았다. 에드워즈는 탈출하여 다음 날 아침 수색 중대에 합류했다. 북한군 전차들은 남쪽으로 덜컹거리며 이동했고, 몇 분 후 첫 번째 전차가 수색 중대 방어선으로 진입했다. 바로 그 앞에, 지프 부대에서 탈출한 병사가 방어선으로 뛰어들어 경보를 울렸다. 두 번째 전차가 방어선 가장자리에 도달했다. 밴 산트는 발포 명령을 내렸다. 미국 M26 퍼싱 전차는 40야드(37m) 이내의 거리에서 두 대의 T-34 전차를 모두 파괴했다. 나머지 두 대의 T-34 전차는 방향을 돌려 수원으로 덜컹거리며 돌아갔다.:522-3
날이 밝자 햄넘은 전차 종대를 이끌고 마을을 남쪽으로 통과했는데, 이제 마을은 텅 비어 있었다. 그곳에서 그는 부서진 지프와 그곳에서 사망한 햄튼과 다른 두세 명의 시신을 지나쳤다. 한낮이 되기 전에 햄넘의 전차 부대는 에드워즈가 새벽에 이동시킨 수원 비행장에서 밴 산트의 전차와 수색 중대에 합류했다. 정오가 되기 전, 제7사단의 리처드 P. 오븐샤인 대령의 제31보병연대(사단 예비대인 제3대대 제외)가 수원에 도착하여 수원 비행장에서 햄넘 기동대를 교대했다. 수색 중대는 오산 방향으로 남쪽으로 정찰했다. 햄넘 기동대는 안양 지역에서 제7사단에 다시 합류했다.:523
한편, 안양 북동쪽으로 7마일(11km) 떨어진 곳에서 북한군은 제32보병연대 B중대 선두 소대를 성공적으로 매복 공격하여 크게 혼란시켰다. 제1대대장 돈 C. 페이스 주니어 중령은 B중대를 2마일(3.2km) 떨어진 관문동 근처로 후퇴시켰고, 북한군은 그들을 바싹 추격했다. 그곳에서 대대는 북한군을 저지했다. 그날, 찰스 M. 마운트 중령의 제32보병연대 제2대대는 한강을 건너 서울로 들어가는 철도 및 고속도로 교량 남쪽 1~2마일(1.6~3.2km)에 걸쳐 일련의 고지대를 점령했다.:523
9월 23일, 제1대대는 목표인 290고지(좌표 37.471N 127.009E)를 점령했다. 이 고지는 한강 남쪽 3마일(4.8km), 영등포 남동쪽 7마일(11km) 지점에 위치하며, 그 방향에서 한강과 서울로의 접근로를 장악하고 있다.:523
9월 24일 새벽, 제32보병연대 제2대대는 신소리 근처 진지에서 잠들어 있던 북한군을 기습하여 격파했다. 이 기습 작전에서 대대는 연대 본부와 많은 장비를 노획하고, 서울 반대편 강 남쪽 강변에 남아 있던 적군을 격파했다. 그날 대대는 도시 남동쪽 강가 구역의 한강 남쪽 강변을 소탕했다.:523-4

### 서울 서부 공격 (9월 22일~25일)
제7사단이 제10군단 남쪽 측면을 확보하는 동안, 서울 전투에서 가장 치열한 전투는 9월 22일 서울 서쪽 가장자리에서 시작되어 나흘 동안 계속되었다.:524
서울 서쪽 끝에 위치한 조선인민군 방어선은 북쪽으로는 개성 고속도로 남쪽이자 서울 서대문형무소 서쪽에 위치한 296고지에 거점을 두고 있었다. 296고지 정상에서 조선인민군 전선은 동쪽과 남쪽으로 2.5마일(4.0km) 한강까지 부드러운 반원형을 그리며 뻗어 있었고, 오목한 면은 유엔군을 향해 서쪽을 바라보고 있었다. 이 불규칙한 능선선의 대부분은 각각 105미터 높이의 세 개의 언덕에 의해 지배되었고, 따라서 105고지로 알려져 있었다. 105고지 북쪽(좌표 37.573N 126.950E)과 105고지 중앙(좌표 37.571N 126.951E)은 한강 북쪽 강변을 따라 서울로 이어지는 철도 및 고속도로 북쪽에 위치해 있었다. 105고지 남쪽(좌표 37.569N 126.9545E)은 철도와 도로선 그리고 강 사이에 위치해 있었다. 105고지 중앙과 105고지 남쪽은 부산에서 만주로 이어지는 경의선 주 철도선과 그 사이의 안부를 통해 도시로 진입하는 도로를 완전히 장악하고 있었다. 이 언덕들은 일제강점기 동안 일본군의 훈련장이었고, 그 이후로는 남한과 북한 군인들의 훈련장이었다. 이 지역은 다양한 유형의 야전 방어 시설로 잘 덮여 있었고, 신속하게 방어 태세를 갖추기 쉬웠다. 서울역과 총독부 건물은 이 진지들 동쪽으로 2마일(3.2km) 떨어진 서울 중심부에 위치해 있었다.:524
이 전선을 지키는 주요 조선인민군 부대는 제25보병여단이었다.:98 한 달 전 철원에서 새로 창설된 이 여단은 인천 상륙 작전 당일 철원에서 서울로 기차로 이동하기 시작했으며, 대부분은 나흘 뒤인 9월 19일에 도착했다. 월 기 찬 대령이 여단을 지휘했다. 여단 장교와 하사관 대부분은 중국 인민해방군과의 이전 전투 경험이 있었다. 여단은 약 2,500명으로 구성되어 있었고, 보병 대대 2개, 중기관총 대대 4개, 공병 대대 1개, 76mm 포병 대대 1개, 120mm 박격포 대대 1개, 기타 지원 부대로 구성된 것으로 보였다. 이 여단과 제78독립연대는 군사적 및 지형적 능선을 모두 방어했다. 경사면을 파고든 참호는 상공의 포탄 폭발로부터 보호를 제공했다. 콘크리트 동굴에는 보급품이 보관되었다. 50개가 넘는 중기관총이 교차 사격망을 형성하며 이 방어 진지를 점점이 박고 있었다.:524
9월 22일 아침, 제5해병연대는 서울 앞의 마지막 언덕들을 점령하기 위해 출발했다. 북쪽 측면에서 제3대대의 목표는 296고지였다. 중앙에서 대한민국 해병대 제2대대의 목표는 105고지 중앙이었지만, 대대는 그들 뒤에 있는 105고지 C를 점령하기 전에 56고지(좌표 37.566N 126.936E)와 88고지(좌표 37.569N 126.947E)라는 두 개의 작은 봉우리를 점령해야 했다. 철로 건너편 남쪽 측면에서 제5해병연대 제1대대의 목표는 105고지 남쪽이었다. 공격은 07:00에 시작되었다. 두 시간 후 북쪽의 제3대대는 보통의 저항만 받고 목표를 점령했다고 보고했지만, 이 보고는 오해의 소지가 있었다. 왜냐하면 대대가 조선인민군의 병력이 집중되어 있던 296고지 남쪽 경사면과 능선을 통제하지 못했기 때문이다. 남쪽 측면에서 조선인민군의 거센 사격이 한동안 제1대대를 막았지만, 그날 늦게 맹렬한 포격과 박격포 사격 준비 후 105고지-S를 점령했다. 조선인민군 포병대도 사격을 가했고, 일부 포탄은 제1대대 후방 지역에 떨어져 그날 하루 동안 6명이 사망하는 등 39명의 사상자를 발생시켰다.:524
중앙에서 북한군의 사격으로 56고지 공격에 나선 대한민국 해병대 대대가 전멸했다. 제1대한민국 해병대 대대의 104고지(좌표 37.568N 126.923E)에서 공격이 시작되자마자, 북한군이 소화기와 박격포 사격을 퍼붓고 포병 사격까지 가해지면서 거센 저항에 부딪혔다.:29 한국 해병대가 공격하는 동안에도 북한군 분견대는 계속해서 준비된 방어 진지로 침투했다. 북한군의 사격은 제1대한민국 해병대 대대와 제5해병연대 제2대대 모두를 지연시켰고, 집중된 공중 및 포병 공격이 104고지 기지에 있던 완강한 방어군을 제거할 때까지 계속되었다.:30 해병대 공습은 북한군 진지를 파괴하기 위해 헛되이 시도했다. 나중에 북한군 포로들은 제25여단이 그날 40%의 사상자를 입었다고 말했다.:524 9월 22일 밤까지 한국 해병대는 원래 출발 지점인 104고지로 철수할 수밖에 없었다. 머레이 중령은 제5해병연대 제1대대 소총 중대에게 다음 날 아침 고 소령의 대대가 잃어버린 땅을 되찾기 위한 공격을 재개할 때 인접한 105고지-S 정상에서 지원 사격을 제공하도록 지시했다.:30
9월 23일 아침, 머레이는 제1대한민국 해병대 대대에게 07:00에 104고지에서 공격하여 전선을 정리하라고 지시했다. 제5해병연대 제1대대와 제3대대는 현재 위치를 유지하고 사격으로 진격을 도울 예정이었다. 56고지에 있던 북한군은 다시 시작된 한국 해병대 공격을 거센 소화기와 박격포 사격으로 맞이하여 대한민국 해병대 공격을 즉시 중단시켰다. 많은 사상자(사망 32명, 부상 68명)를 입은 한국 해병대 공격은 거의 진전이 없었고 부대는 소진되었다. 제5해병연대 제2대대장 해롤드 S. 로이즈 중령은 머레이와 상의했고, 머레이는 자신의 해병대에게 대한민국 해병대 대대를 통과하여 56고지 공격을 재개하라고 명령했다. 제2대한민국 해병대 대대는 도하 지점 경계 임무에서 해제되어 제5해병연대 좌익[북쪽]을 스크린하는 임무를 맡았다. 사단 예비대로 후퇴한 제1대한민국 해병대 대대는 재편성하여 제5해병연대 제2대대 지원을 위해 전선에 재진입했다.:30
한국 해병대 고문관인 찰스 W. 해리슨 중령은 104고지에서 이루어진 대한민국 해병대 공격을 평가하면서 다음과 같이 기술했다.:30
한국 해병대는 지형과 민간인에 익숙하여 소탕 작전, 정찰 작전, 정찰 임무에서 매우 유용했다. 그러나 제한된 훈련, 지원 무기 사용 경험의 거의 완전한 부재, 그리고 특정 도구(예: 화염 방사기, 3.5인치 로켓 발사기 등)의 부재로 인해 당시에는 강력하게 방어된 진지를 성공적으로 공격할 능력이 없었다. 여기서의 실패는 한국인에게 쓰디쓴 경험이었지만, 이는 예상할 수 있는 일이었다.
한낮이 지나 제5해병연대 제2대대가 중앙에서 공격을 재개했다. 큰 진전 없이 많은 사상자를 낸 선두 중대(D)는 북한군이 점령한 능선에 못 미쳐 밤을 보내기 위해 참호를 팠다. 또 다른 맹렬한 전투에서 F중대 한 소대는 너무 많은 사상자를 내어 해질녘에는 단 7명만이 전투에 투입될 수 있었다. 한편, 연대의 나머지 부대는 측면에서 자리를 지키고 그날 낮 동안의 반격을 격퇴했다.:524

제5해병연대 G중대가 서울 주거 지역에서 저격수들을 소탕하고 있다.

9월 23일 정오, 스미스 장군은 21일에 인천에서 하역을 시작한 제7해병연대에 한강을 건너 제5해병연대 뒤로 진격하라고 명령했다. 그날 애스컴 시티로 제10군단 사령부가 인천에서 서울로 향하는 주요 인천-서울 고속도로 중간 지점으로 이동했다.:524
24일 새벽, 제5해병연대 제3대대 일부는 296고지에서 손가락 능선을 따라 내려오기 시작하여, 중앙의 제2대대 전면에 있는 북한군의 측면을 기습하려 했다. 동시에 D중대는 능선선을 향해 공격을 개시했다. 짙은 아침 안개가 중대를 뒤덮었고, 중대는 낮은 지대를 건너 56고지 기지에 도달했다. 예상치 못하게 선두 부대는 참호 안에 있던 조선인민군 부대와 마주쳤다. 안개와 연기 때문에 근접하기 전까지는 서로를 보지 못했다. 즉시 수류탄 전투가 시작되었다. 12명의 해병대원 중 한 분대는 능선의 남쪽 끝을 우회하려다가 세 명의 부상병을 제외하고는 전멸했다. 교착 상태를 깨기 위해 해병대 항공기가 반복적으로 공습을 가했다. 두 번의 그러한 공격 과정에서 북한군의 대공포 사격으로 10대 중 5대의 항공기가 손상되었다. 안개가 걷히자 적의 자동화기와 박격포 사격은 더욱 격렬해졌다.:524-5
오후 초, D중대 소총 소대에 남아 있던 30명의 유효 병력과 무기 소대, 탄약 운반병, 중대 본부에서 모인 14명의 다른 병력이 56고지 능선에 대한 필사적인 공격을 준비했다. 33명의 병력이 경사면의 마지막 150야드(137m)를 돌격하고, 다른 11명은 기관총과 탄약을 가지고 뒤따를 예정이었다. F4U 코르세어 전투기들이 북한군 진지에 대한 최종 기총소사, 폭격, 네이팜탄 공격을 위해 상공을 날았다. 이것이 끝나자, 코르세어의 두 번째 공습 신호에 따라 33명의 병력은 참호에서 뛰쳐나와 100야드(91m) 길이의 대열을 이루어 돌격했다. D중대장은 부하들 앞에서 전사했다. 다른 병사들은 계속 전진했고, 그들 중 26명이 정상에 도달했다. 돌격은 북한군을 기습했다. 갑작스러운 공황 상태에서 많은 병사들이 후방 경사면으로 도망쳤고, 일부는 죽은 척했으며, 일부는 저항했다. 북한군 시신은 참호, 벙커, 그리고 지상 곳곳에 쌓여 있었다. D중대 전체 병력이 정상에 도달했을 때 방어할 수 있는 병력은 56명이었고, 그중 26명은 부상당했지만 후송을 거부했다. 그들은 반격을 막아냈다. 이 날 D중대는 206명의 병력 중 176명의 사상자(사망 36명, 부상 후 후송 116명, 부상 후 복무 중 26명)를 입었다.:526
24일 오후 D중대의 56고지 점령은 서울 서문 전투의 결정적인 행동이었다. 25일 아침 제2대대는 105고지 중앙을 향한 공격을 재개했다. 오전 내내 포병과 전투폭격기가 고지대를 강타했다. 최근 점령된 66고지에서 D중대는 오전 내내 296고지에서 남서쪽으로 기울어진 물고기 갈고리 능선대를 따라 북쪽으로 천천히 진격한 후, 정오 직후 갈고리 끝에 있는 88고지를 점령하기 위해 남동쪽으로 방향을 틀었다. 오후 중반까지 제2대대의 다른 부대들은 105고지 중앙을 점령했고, 제3대대는 매우 치열한 전투 끝에 105고지 북쪽을 장악했다. 포로들에 따르면, 북한군 3개 대대는 그날 북쪽 고지를 지키려다가 500명의 병력을 잃었다. 서울의 서쪽 방어선이 무너졌다. 1,200명 이상의 북한군 시신이 완강하게 방어되던 진지에 놓여 있었다. 해병대 추정치는 모든 무기에 의해 그곳에서 사망한 북한군 총 수를 1,750명으로 추산했다.:526
9월 25일 서울 서쪽 끝의 북한군 방어선이 무너지면서, 제1해병사단의 모든 연대는 한강 북쪽에 집결했다. 9월 23일 밤 22:00, 사단은 이전에 구두로 내린 명령을 확인하는 작전 명령을 발표하여, 다음 날 아침 일찍 제1해병연대가 한강을 건너도록 지시했다.:526-7
9월 24일 오전, 제1해병연대는 영등포에서 한강을 건너기 시작했으며, 제5해병연대 제1대대가 도하 지점을 보호했다. 해질녘까지 연대는 북쪽 강변으로 건너갔고, 제1대대와 제2대대는 제5해병연대 제1대대로부터 서울 서쪽 가장자리의 해병대 전선 남쪽 측면을 인계받았다. 이때까지 제7해병연대는 제5해병연대의 좌측 측면에 배치되어 서울 북쪽 가장자리를 가로질러 탈출로를 차단하는 임무를 맡았다. 제187공수연대 제3대대는 24일 일본 아시야에서 김포 비행장으로 공수되었고, 도착 즉시 비행장 책임 임무를 맡았다.:527
9월 25일 아침, 제1전차대대 B중대 소속 전차 2개 소대(도저 전차 2대 및 화염방사 전차 1개 소대 포함), 공병 1개 소대, 보병 1개 소대가 서울의 제1해병연대와 합류하기 위해 출발했다. 105고지 남쪽 기지 근처에서 북한군 병력과 대전차포 여러 대가 종대를 매복 공격했다. 전투는 치열했고, 화염방사 전차가 북한군 참호에 불을 뿜을 수 있는 지점에 도달할 때까지 몇 분 동안 승패가 불확실했다. 많은 북한군 병사들이 엄폐물에서 뛰쳐나왔다. 다른 전차들의 기관총 사격이 달아나는 그들을 쓰러뜨렸다. 이전에 발견되지 않았던 동굴에서 북한군 여러 명이 나와 항복했다. 동굴 안에 있던 대규모 병력이 이들이 무사한 것을 보고 항복했다. 이 기갑 종대를 공격한 거의 300명의 북한군 중 약 150명이 사망하고 131명이 포로로 잡혔다. 전차 종대는 정오에 서울에서 풀러의 제1해병연대와 합류했다. 오전에 제1해병연대 제3대대는 90도 북쪽으로 방향을 틀어 연대의 공격 방향을 동쪽에서 도시 중심부로 북쪽으로 변경했다. 이를 수행하는 동안 우측의 제1대대는 서울 남쪽 가장자리에 차단 진지를 유지했다. 제3대대가 북쪽으로 방향을 틀자 제1대대는 공격 방향을 북쪽으로 전환하여 그와 나란히 우측에 배치되었다. 9월 25일, 서울에서 시가전이 시작되었는데, 제1해병연대 작전 구역에서 제5해병연대가 도시 서쪽 가장자리의 북한군 방어 고지대 점령을 완료하던 때였다.:527-8

### 제32보병연대의 서울 진입 (9월 25일~26일)
원래 작전 계획은 제1해병사단이 도시를 정리하는 것이었다. 그러나 해병대의 예상된 서울 점령은 일정보다 늦어지고 있었다. 북한군의 완강한 방어는 해병사단의 중요한 진격을 사흘 동안 막았다. 알몬드는 점점 더 조급해지고 있었다. 서울은 제2차 세계 대전에서 파리, 로마, 베를린이 그랬던 것처럼 6.25 전쟁의 상징이었다. 그것은 정치적, 심리적, 그리고 군사적 목표였다. 맥아더는 가능한 한 빨리 도시를 점령하고 한국의 수도를 국민에게 되돌려 주기를 원했다.:528
해병대의 진전 상황에 불만을 품은 알몬드는 9월 23일 스미스에게 정면 공격을 계속할 수 있다고 말했지만, 제1해병연대의 포위 작전을 위해 한강 남쪽 공간을 활용할 것을 강력히 권유했다. 스미스는 제1해병연대와 제5해병연대를 강 반대편에 두는 대신 한강 북쪽에 통합하기를 원했기 때문에 알몬드의 제안을 따르기를 꺼려했다. 알몬드는 스미스에게 24시간 더 진전을 이룰 시간을 주겠다고 말했다. 만약 스미스가 해내지 못한다면, 알몬드는 사단 경계를 변경하고 제7보병사단과 제32연대를 서울의 북한군 방어선 포위 전투에 투입할 것이라고 말했다.:528
9월 24일 아침에도 조선인민군은 서울 서쪽 끝에서 해병대를 저지하고 있었다. 약 09:30에 알몬드는 제7사단 본부에 도착하여 제7사단장 바, 제7사단 부사단장 헨리 I. 호데스 준장, 사단 참모장 루이스 T. 히스 대령과 회의를 가졌다. 알몬드는 바에게 다음 날 아침 제7사단이 한강을 건너 서울로 공격할 것이라고 잠정적으로 결정했다고 말했다. 알몬드는 지휘소로 돌아와 그곳에서 대한민국 제17연대장 백선엽 대령에게 서울 공격을 위해 그의 연대를 제32보병연대에 배속시킬 예정이라고 말했다.:528-9
결심을 굳힌 알몬드는 14:00에 영등포 원형 교차로에서 지휘관 회의를 소집했다. 알몬드 외에 스미스, 바, 호데스 장군, 포니와 보챔프 대령, 존 H. 차일즈 대령이 참석했다. 이 야외 회의에서 알몬드는 모인 지휘관들에게 제1해병사단과 제7보병사단 간의 경계를 변경하고, 대한민국 제17연대가 배속된 제32연대가 다음 날 아침 06:00에 한강을 건너 서울로 공격할 것이라고 간략하게 말했다. 회의는 짧았고, 회의가 끝나자 장교들은 각자의 계획을 세우기 위해 즉시 흩어졌다.:529
오후와 저녁에 X군단은 대한민국 제17연대, 해병 제1수륙양용전차대대(1개 중대 제외), 제56수륙양용전차대대 A중대 2개 소대를 제7사단에 배속시켜 도하를 지원하도록 했다. 도하는 한강을 가로지르는 주요 철도 및 고속도로 교량 동쪽 3마일(4.8km) 지점의 신사리 나루터에서 이루어질 예정이었다. 반대편(북쪽) 강변에는 남산이 강에서 북서쪽으로 서울 중심부로 2마일(3.2km) 뻗어 있었고, 도시에서 가장 높은 지점인 900피트(270m) 높이의 봉우리로 절정에 달했으며, 서울역에서 동쪽으로 약 1마일(1.6km) 떨어져 있었다. 길고 능선 같은 얕은 안부는 이 봉우리를 약간 낮은 봉우리와 연결했다. 주봉의 서쪽 지능선에는 350피트(110m) 높이의 지점에서 철도역에서 불과 0.5마일(0.80km) 떨어진 곳에 큰 사당과 격식 있게 조경된 공원이 있었다. 남산 서쪽 기슭에서 이 사당과 공원으로 긴 계단이 이어졌다. 서울을 남북 축으로 볼 때 남산의 봉우리는 도시의 절반 지점에 있었다. 도시 북쪽 끝에 위치한 국회의사당은 2마일(3.2km) 떨어져 있었다. 도시 동쪽으로 뻗은 주요 고속도로와 철도선은 남산 북쪽 기슭에서 약 1마일(1.6km) 떨어진 곳을 지나갔다. 거의 3개월 전 이 산에서 대한민국 육군 병사 한 중대가 서울 방어의 마지막 작전을 수행했으며, 최후의 한 명까지 전사했다고 전해진다.:529
제32보병연대의 임무는 먼저 남산을 점령하고 확보한 다음, 서울 남동쪽 외곽 동쪽으로 2마일(3.2km) 지점에 위치한 120고지(좌표 37.554N 126.809E)를 확보하고, 마지막으로 서울 동쪽 5마일(8.0km) 지점에 위치하며 그 방향에서 도시로 진입하는 고속도로와 철도선을 장악하는 크고 높은 348고지(좌표 37.571N 127.096E)를 점령하고 확보하는 것이었다. 연대는 도하를 준비할 때 4,912명의 병력(미군 3,110명, 대한민국 국군 1,802명)을 보유하고 있었다.:529-30
25일 새벽이 되기 전, 호데스는 강 근처에 전방 사단 지휘소를 설치하여 도하 작전을 지휘할 예정이었다. 04:00에 알몬드, 스트러블 및 군단 참모들은 애스컴 시티에 있는 제10군단 본부를 출발하여 제32연대의 도하를 지켜보았다. 바는 04:30에 제32보병연대 지휘소로 전진했고, 한 시간 후 그와 보챔프 대령은 강 근처 관측소로 떠났다. 06:00에 제48야전포병대대는 30분간의 포병 준비 사격을 시작했고, 중박격포도 합류하여 강변 너머 반대편 절벽을 강타했다.:530-1
찰스 마운트 대령의 제2대대는 강습 도하를 위해 선발되어 집결지에서 상륙용 차량(LVT)에 탑재되었고, 06:30에 F중대가 한강을 건너기 시작했다. 지상 안개가 강 지역을 가렸다. 제2대대 전체는 인명이나 장비 손실 없이 북안에 도달했다. 제2대대는 좁은 강변을 서둘러 건너 30-60피트(9.1-18.3m) 절벽을 기어 올라 남산 경사면으로 빠르게 이동했다. 첫 병력이 강을 건넌 지 한 시간 후, 밝은 아침 햇살이 지상 안개를 흩어지게 했다. 그 후 남산과 120고지에 공습이 가해졌다. 이 도하는 북한군을 놀라게 한 것으로 보이며, 남산의 진지에는 병력이 소수만 주둔하고 있었다.:531
페이스가 지휘하는 제1대대는 제2대대를 따라 한강을 건너 08:30에 강변을 따라 120고지를 향해 동쪽으로 이동하기 시작했다. 정오 직후 제3대대가 강을 건너 제1대대를 따라 동쪽으로 이동한 후 통과하여 120고지를 점령했다. 그 후 제1대대는 제3대대와 제2대대 사이에 위치를 잡았다. 대한민국 제17연대는 제3대대 바로 뒤를 이어 한강을 건너 제32보병연대 전선의 가장 오른쪽 측면으로 이동하여 21:50에 348고지를 향한 밤샘 공격을 시작했다.:531
연대 나머지 부대가 한강을 건너 동쪽으로 이동하는 동안, 제2대대는 남산 경사면을 올라 15:00까지 중간 저항을 물리치고 정상에 도달하여 정리했다. 그곳에 도착하자마자 즉시 좁은 방어선을 구축하기 시작했다. 북한군은 예상만큼 빠르게 남산을 반격하지 않았다. 밤은 기다리는 제2대대에게 긴장되지만 조용하게 흘러갔다. 마침내 26일 아침 04:30, 병사들은 전차들이 움직이는 소리와 전방에서 자동화기 사격 소리를 들었다. 30분 후 반쯤 어두운 새벽에 약 1,000명으로 추정되는 대규모 적군이 남산 정상의 제2대대 방어선을 맹렬히 반격했다. 산의 더 높은 서쪽 봉우리에서 G중대는 이 공격에 맞서 진지를 지켰지만, 더 낮은 동쪽 봉우리에서는 북한군이 F중대를 압도했다. 제2대대는 모든 예비대를 동원하여 두 시간의 전투 끝에 07:00에 마침내 진지를 회복하고 살아남은 적군을 경사면 아래로 몰아냈다. 마운트의 부하들은 방어선 내에서 110명의 조선인민군 시신을 확인했고, 외부에서 284명의 시신을 추가로 확인하여 총 394명이 사망했고 174명의 포로를 잡았다.:531
E중대는 산의 후방 경사면과 강변 근처 기지 지역에서 적군을 소탕했다. 그날 아침 늦게, 제1대대 일부는 남산 바로 북쪽 거리에서 치열한 교전을 벌여 약 80명의 조선인민군을 포로로 잡았는데, 이들은 남산을 반격했던 부대의 잔존병인 것으로 보였다.:531-2
동쪽으로, 26일 아침 제1대대는 치열한 교전을 벌였고, 하인리히 G. 슈만 중령이 지휘하는 제3대대는 120고지에서 동쪽으로 4마일(6.4km) 떨어진 348고지로 진격했다. 이 진격 중에 L중대는 서울을 떠나는 고속도로에서 대규모 적군 종대를 발견했다. 중대장 해리 J. 맥카프리 주니어 중위는 기습 기회를 포착하여 즉시 부하들에게 공격을 명령했다. 그의 주도권은 성공적이었다. 이어진 작전에서 L중대는 약 500명의 조선인민군을 사살하고, 전차 5대, 차량 40대 이상, 대포 3문, 기관총 7정, 탄약고 2개, 많은 의류와 유류 제품을 파괴하거나 노획했으며, 군단 규모의 대규모 본부를 점령했는데, 이는 서울 방어의 주요 적군 본부였을 가능성이 있다.:532
9월 26일 오후 중반까지 대한민국 제17연대는 서울 동쪽 4마일(6.4km) 지점에서 고속도로를 장악하는 348고지와 292고지(좌표 37.594N 127.113E)를 점령했다. 그날 저녁 제32보병연대와 대한민국 제17연대는 그들의 작전 구역에서 조선인민군을 소탕했고, E중대는 남산 서쪽 기지에서 연대 좌측의 해병대와 접촉했다.:532

### 바리케이드 전투 (9월 26일~28일)

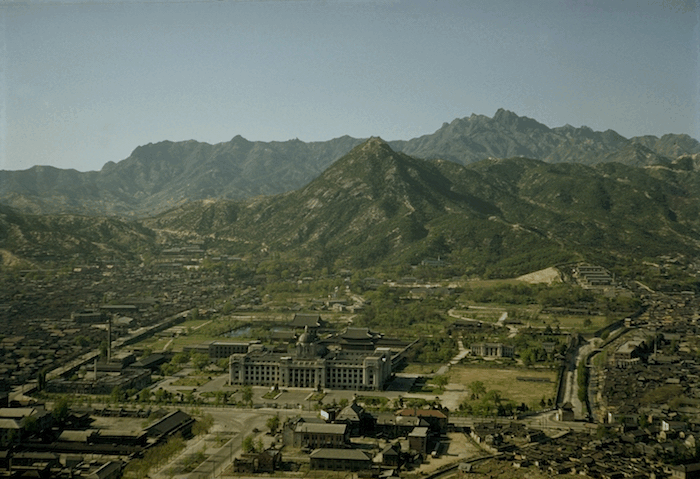
총독부 건물, 경복궁, 그 뒤의 338고지가 있는 서울 중심부

9월 25일, 제32보병연대가 한강을 건너 남산을 점령하는 동안, 제1해병사단은 서울 본연의 시가지로 진입했다. 그날 제1해병연대가 북쪽으로 향했을 때, 그들 앞에는 서울역, 프랑스, 미국, 러시아 영사관, 시청, 고대 한국 통치자들의 궁전이자 미술관인 덕수궁, 그리고 주요 상업 및 호텔 지역이 놓여 있었다. 반면 제5해병연대는 도시의 북서쪽 구역으로 막 진입하고 있었고, 대체로 동쪽으로 국회의사당을 향하고 있었다. 그들의 진격 경로는 서대문형무소를 지나갈 것이었다. 국회의사당 너머에는 창덕궁과 후원이 있었다. 그날 저녁 제1해병연대와 제5해병연대는 다음 날 아침 협동 공격 계획을 세웠다.:532
해질녘 직전, 항공 보고서에 따르면 적군 부대가 도시 밖으로 북쪽으로 쏟아져 나오고 있다고 주장했다. 알몬드는 제10군단 사령부에서 즉시 극동 공군에 조명탄 임무를 요청하여 도로를 밝혀 해병대 야간 전투기들이 적군을 공격할 수 있도록 했다. B-29가 몇 시간 동안 조명탄을 투하했고, 두 개의 긴 적군 병력 대열이 공습을 받았다. 군단 포병대는 탈출로의 더 가까운 부분에 차단 사격을 가했다.:532
그날 저녁 20시 40분, 알몬드의 X군단 긴급 전문이 제1해병사단에 텔레타이프를 통해 도착했다. 내용은 다음과 같았다. "X군단 전술항공사령관은 적군이 서울을 북쪽 도로로 탈출하고 있다고 보고합니다... 그는 대규모 공습을 수행 중이며 계속할 것입니다. 적군 최대 섬멸을 보장하기 위해 지금 즉시 목표 한계까지 공격을 감행하십시오." 제1해병사단 작전장교 알파 L. 바우저 대령은 적군이 도시를 탈출하고 있다는 사실을 의심했다. 그는 X군단 작전장교에게 전화를 걸어 "지금 공격" 명령에 의문을 제기했지만, 그 장교는 명령대로 공격하라고 말했다. 바우저는 스미스에게 이 메시지를 전달했고, 스미스는 다시 러프너 제10군단 참모장에게 전화하여 명령에 이의를 제기했다. 스미스는 적군이 서울을 떠나고 있다고 믿지 않았고 밤에 도시를 통과하여 공격하고 싶지 않았다. 러프너는 알몬드가 직접 명령을 내렸으며 지체 없이 실행되어야 한다고 말했다. 스미스는 22시 00분에 풀러와 머레이 대령에게 전화하여 명령을 전달했다. 그는 그들에게 밤에 쉽게 식별할 수 있는 길을 따라 진격을 집중하고, 세 해병 연대가 서로 연락을 설정하도록 명령했다.:532-3

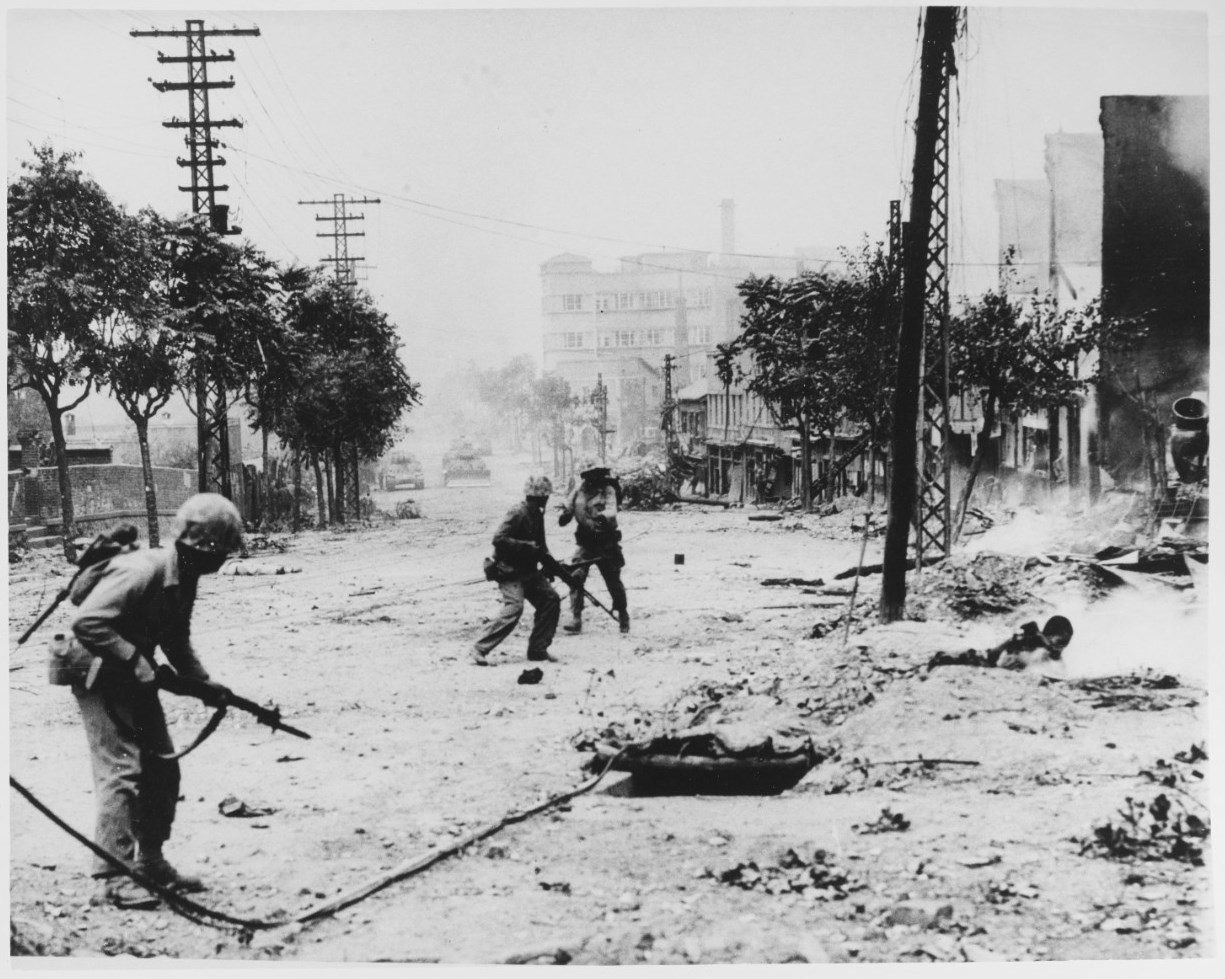
서울에서 시가전에 참여하는 미 해병대

제5해병연대가 야간 공격 명령을 받은 지 몇 분 만에, 약 200명의 북한군 부대가 제3대대를 공격했다. 전투는 04:45까지 계속되었고, 대대는 북한군을 격퇴했다. 한편, 제1해병연대와 접촉하기 위해 남쪽과 남동쪽으로 파견된 연대 정찰대는 실패했다. 마찬가지로 북쪽에서 온 제7해병연대 정찰대도 제5해병연대와 접촉하는 데 실패했다. 제5해병연대는 정찰대를 제외하고는 저녁 진지에서 밤 동안 전진하지 않았다.:533
야간 공격 명령을 받은 풀러는 15분간의 포병 준비 사격 후 01:45에 제1해병연대에게 공격을 준비하라고 명령했다. 제3대대 소속 정찰대가 준비 사격이 끝난 후 출발했고, 얼마 지나지 않아 반격을 준비하던 대규모 조선인민군 부대와 마주쳤다. 정찰대원 중 일부는 탈출하여 경보를 울렸다. 01:53에 대대는 풀러에게 적 전차 선두 부대가 공격을 개시하려 한다는 긴급 메시지를 보냈다. 이에 풀러는 제3대대 바로 앞에서 15분간의 두 번째 포병 사격을 명령했고, 그 뒤를 이어 해병대의 공격이 뒤따랐다. 이 두 번째 포격은 박격포, 전차, 자동 사격과 함께 주도로를 따라 곧장 공격해 오던 12대의 전차, 2대의 자주포, 120mm 박격포 사격의 지원을 받던 약 700명의 조선인민군 병력을 강타하여 전멸시켰다. 선두 적 전차는 해병대 도로 봉쇄 지점에서 지뢰를 밟았고, 바주카가 다른 전차들을 파괴했다. 불타는 건물들이 제3대대 앞 거리 풍경을 밝게 비추었다. 조선인민군 공격은 점차 약해졌지만, 날이 밝을 때까지 계속되었다. 날이 밝은 후 해병대는 83명의 포로를 잡았고, 250명의 사망자를 확인했으며, 전방에서 전차 4대와 자주포 2대가 파괴된 것을 확인했다.:533
밤 동안의 북한군 반격과 연대 간 연락 부족으로 인해 해병사단은 명령받은 야간 공격을 개시하지 못했다. 9월 26일 날이 밝은 후의 전선은 전날 저녁과 거의 동일했다.:533-4
9월 25일 제32보병연대가 남산을 점령하고 제5해병연대가 도시 서쪽 끝의 고지 방어선을 격파한 후, 서울의 북한군 지휘관은 도시가 함락될 위기에 처했다고 판단하고 그날 저녁 특정 부대의 철수를 시작하면서 다른 부대들은 필사적인 지연 작전을 펼치도록 남겨둔 것으로 보인다. 적 종대가 도시를 탈출하고 있다는 항공 보고서와 북한군이 서울을 철수하고 있다는 알몬드의 결론은 따라서 근거 없는 것이 아니었다. 이때 철수하던 주요 조선인민군 부대는 한강 남쪽 영등포 지역에서 전투를 벌였던 제18사단이었다. 9월 24일 서울에 집결했고, 다음 날 저녁 약 5,000명의 남아 있던 사단 병력이 의정부 도로를 따라 북쪽으로 철원 방향으로 퇴각했다. 동시에 이 철수를 엄호하기 위해 북한군 지휘관은 미국군의 모든 진격 지점에 필사적인 반격을 가했다. 남산의 제32보병연대 제2대대에 대해서는 1개 대대, 동쪽의 다른 연대 병력에 대해서는 또 다른 1개 대대로 공격했다. 제1해병연대 제3대대에 대한 대규모 반격은 증원 대대 규모로 감행되었고, 제5해병연대 제3대대에 대해서는 증원 중대를 보냈다.:534-5
9월 26일 날이 밝으면서 북한군의 공격이 약해지자 해병대는 공격을 개시했다. 도시를 관통하는 주요 도로인 마포대로를 따라 하루 종일 노력한 결과 제1해병연대 제2대대는 1마일(1.6km) 미만을 진격했고, 14:00 이후에는 거의 진전이 없었다. 저격수들이 도로변의 가옥에서 사격했고, 적 병사들은 바리케이드를 지켜 각 바리케이드를 작은 전장으로 만들었다. 건물들은 기관총과 저격수에 의해 강력히 방어되었고, 대로변에는 북한군이 일반적으로 모래, 흙, 또는 쌀로 채워진 삼베 자루로 8피트(2.4m) 높이의 바리케이드 시리즈를 구축했다. 200-300야드(180-270m) 간격으로 배치된 도시의 주요 교차로마다 이러한 바리케이드가 있었으며, 접근로는 지뢰로 가득 차 있었고, 일반적으로 45mm 대전차포와 기관총으로 방어되었다. 각 바리케이드를 하나씩 제거해야 했으며, 해병대는 평균적으로 각 진지를 정리하는 데 45-60분이 걸렸다. 에드윈 시몬스 소령(제5해병연대 제3대대)은 그의 중대가 대로를 따라 진격했던 경험을 워싱턴 D.C.의 국회의사당을 향해 펜실베이니아 애비뉴를 공격하는 것과 같다고 비유했다. 그는 그 거리를 "한때 플라타너스, 식료품점, 와인 상점, 찻집이 늘어서 있던 번화하고 쾌적한 거리"라고 묘사했다.

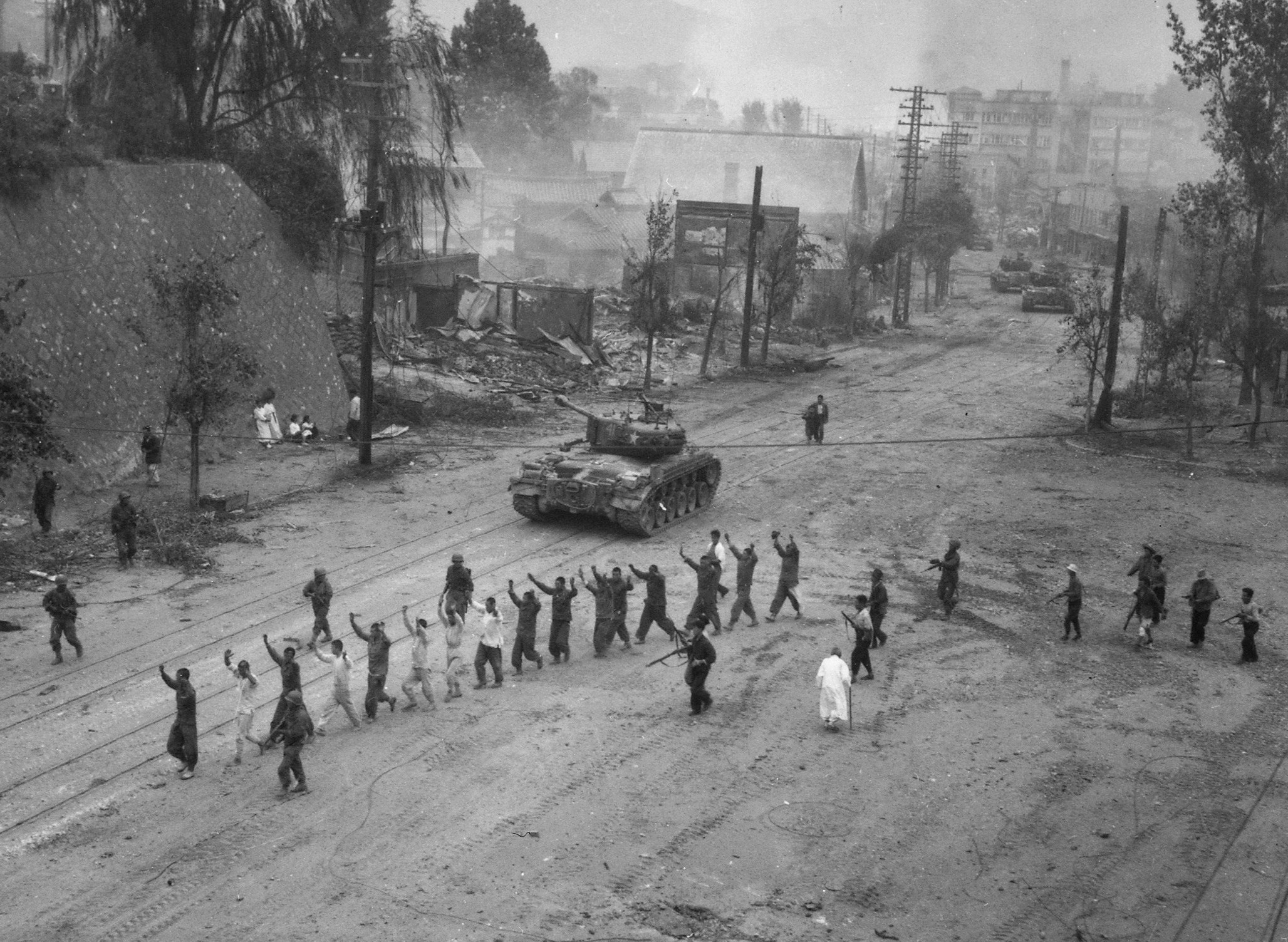
서울 시내에 있는 미국 M26 퍼싱 전차. 전경에는 유엔군이 북한군 포로들을 모으고 있다.

제5해병연대는 296고지 지능선에서 시내로 진입하려 했으나 더욱 강한 저항에 부딪혀 약간의 진전만 있었지만, 제1해병연대와 접촉을 형성했다.:535
정오 직후, 해병사단은 호머 리첸버그 대령의 제7해병연대를 서울 본연의 전투에 투입하여, 시가지 북쪽의 산간 고개를 점령하고, 국회의사당 북동쪽 1마일(1.6km) 지점에서 의정부와 철원 방면으로 이어지는 고속도로를 차단하도록 지시했다. 연대 D중대는 개성-서울 고속도로를 따라 시가지를 향해 진격하며 제5해병연대와 접촉을 시도했지만, 08:30에 서대문형무소 반대편에서 적의 강한 사격을 받았다. 중대는 그곳에서 많은 사상자를 냈고, 더 이상 진격할 수 없어 296고지와 338고지 사이의 도로 절개지로 철수하여 방어선을 구축했다. 그날 오후 두 대의 항공기가 탄약과 의료품을 투하했다. 적의 사격으로 두 대의 항공기가 모두 피격되었고, 한 대는 김포에 불시착했다. 아군 전차들이 D중대 방어선에 도달하여 부상자들을 수송하는 데 성공했다. 9월 26일 화요일 해질녘, 제10군단 병력은 도시의 약 절반을 점령하고 있었다.:535
약 20시간 전인 9월 25일 자정 직전, 알몬드는 북한군이 침공을 시작한 지 정확히 3개월 만에 서울 해방을 발표했다. 알몬드는 북한군의 도시 철수 항공 보고서와 그날 남산 점령을 바탕으로 발표한 것으로 보인다. 26일, 맥아더 장군은 14:10에 유엔군 사령부 공보 9호를 서명하여 발표했는데, 서울 함락을 알리는 내용이었다. 공보는 부분적으로 "대한민국의 수도 서울이 다시 우군 손에 들어왔다. 대한민국 육군 제17연대와 미 제7사단 및 제1해병사단 일부를 포함한 유엔군은 도시 포위 및 점령을 완료했다"고 밝혔다. 후속 공보에서 맥아더는 서울에서의 추가 전투에 대해서는 언급하지 않고, 도시 남쪽 수원 지역의 전투 작전에만 집중했다.:535
9월 27일, 서울 바리케이드 전투는 계속되었다. 서울 시가지 중앙에서는 바리케이드가 거리 전체에 걸쳐 설치되었으며, 주로 교차로에 배치되었다. 대부분 가슴 높이였고, 흙으로 채워진 쌀가마니와 섬유 자루로 만들어졌다. 그 뒤와 측면에서 북한군 병사들은 대전차포를 발사하고 기관총으로 거리를 휩쓸었다. 다른 병사들은 인접 건물에 배치되었다. 바리케이드 앞 거리에는 대전차 지뢰가 깔려 있었다.:535-6
해병대의 공격은 바리케이드를 제거하는 일상적인 작업으로 정착되었다. 해군과 해병대 항공기는 바리케이드에 로켓과 기총소사를 가했고, 박격포병과 보병은 공병대가 지뢰를 폭파하는 동안 엄호 사격을 제공했으며, 퍼싱 전차 2~3대가 바리케이드로 전진하여 대전차포와 자동화기를 파괴하고 돌파했다. 가끔 화염방사 전차가 완강히 방어되는 진지로 덜컹거리며 다가와 방어벽을 제거하는 데 도움을 주었다. 전차를 동반하고 뒤따르는 보병은 전차를 보호하고 저격수를 제거하며 지역을 정리했다. 단 하나의 바리케이드가 대대 진격을 한 시간이나 지연시킬 수도 있었다.:536

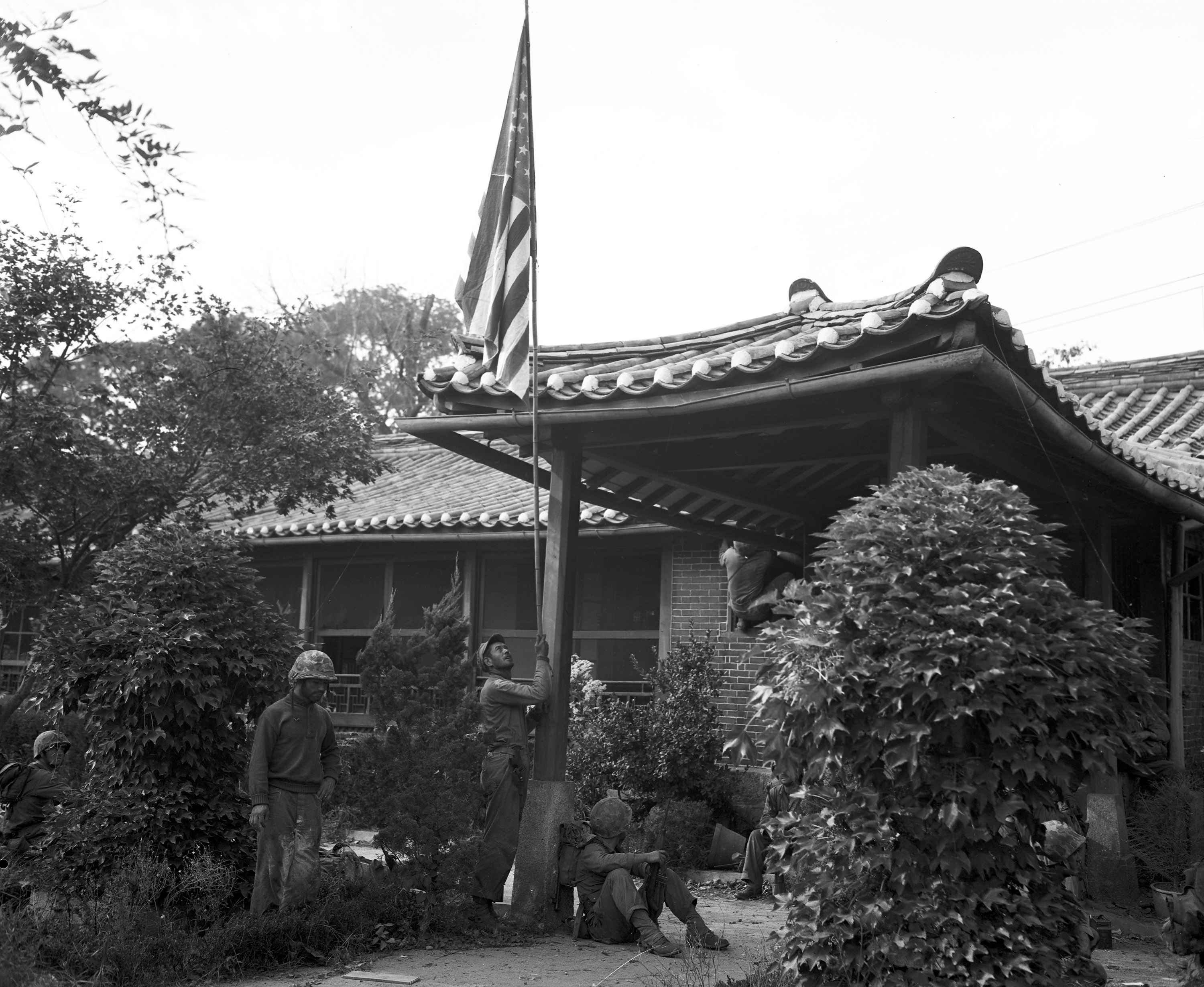
미국 대사관에 미국 국기 게양

27일, 제1해병연대 제2대대는 마포대로를 따라 시내 중심부로 진격하여 프랑스 대사관을 점령하고 11:00 직전에 그곳에 미국 국기를 게양했다. 서울에서 4년간 거주했던 뉴욕 타임스 특파원 리처드 J. H. 존스턴은 오후에 찰스 D. 프레드릭 대위와 그의 E중대 병사들을 소련 대사관으로 안내하여 15:30에 붉은 깃발을 내리고 미국 국기를 게양했다. 그들은 이어서 인접한 미국 대사관으로 건너가 7분 후 그곳에 미국 국기를 게양했다. 미국 대사관 문에 있던 북한군 기관총 사수들은 발포하지 않고 항복했다. 제1대대는 그 사이 오전에 꽤 격렬한 전투 끝에 서울역을 점령한 후, 시내 중심부로 이어지는 주요 도로를 따라 강력하게 방어되는 일련의 바리케이드에 직면했다. 대한민국 해병대가 제1대대를 뒤따라가며 후방을 소탕했다.:536
서울 북서부에서 제5해병연대는 27일 상대적으로 가벼운 저항에 맞서 진격했다. 밤새도록 전날의 반대는 거의 사라졌다. 연대 북쪽 측면에서 E중대는 저항 없이 서대문형무소에 진입했다. 앞서 제7해병연대 소속 전차 선두 부대가 교도소 바로 너머의 D중대 방어선에 진입했다. 한 한국인 민간인은 제5해병연대 E중대 병사들에게 약 5일 전에 교도소에 억류되어 있던 약 400명의 미국인 포로들이 북쪽으로 이송되었다고 알렸다. 한낮이 지나 제5해병연대는 서울 북서부에서 제7해병연대와 접촉했다.:536
그러나 제5해병연대의 주공격 축은 더 남쪽에 있었다. 그곳에서 제3대대는 서울중학교(좌표 37.570N 126.970E)와 그 북쪽에 있는 79고지를 10:15까지 확보하고, 주요 목표인 국회의사당 공격을 위해 재편성했다. 서울중학교에서 대대는 광화문 원형 교차로로 곧장 동쪽으로 진격했고, 그곳에는 기념비가 있었다. 이 교차로의 바리케이드 뒤에서 북한군은 서울 중심부에서 마지막 조직적인 저항을 펼쳤다. 화염방사 전차가 넓은 원형 광장을 가로질러 덜컹거리며 이 저항을 끝냈다.:536
광화문 원형 교차로에서 폭넓고 평시에는 인상적으로 아름다운 현대적인 광화문 대로가 북쪽으로 0.5마일(0.80km) 뻗어 있으며, 국회의사당 앞에 이른다. 전차들이 광화문 원형 교차로의 바리케이드를 제거한 후, 제5해병연대 G중대는 저항 없이 대로를 따라 국회의사당으로 진격했다. 중대는 15:08에 건물을 점령했고, 즉시 건물 앞 사자상 안마당 양쪽에 꽂혀 있던 북한군 깃발을 내리고 그 자리에 미국 국기를 게양했다.:537
국회의사당 돌파는 일부 북한 관리나 낙오병들을 당황하게 하여 서둘러 도주하게 만든 것으로 보인다. 왜냐하면 병사들이 진입했을 때 뜨거운 음식이 바로 식사할 준비가 되어 있었기 때문이다. 대대는 오후에 저격수와 낙오병을 소탕했고, 그날 밤 제3대대는 건물에 지휘소를 설치했다.:537
그날 오전, 제5해병연대 제1대대는 제3대대 뒤를 따르다가 서울중학교에 도착한 후 왼쪽으로 꺾어 국회의사당 북서쪽 1마일(1.6km)에 위치한 핵심 지형 지물인 338고지를 공격하기 위해 북쪽으로 진격했다. 19:00에 이 고지를 확보했는데, 이 고지는 도시 북서쪽 구석에 있는 서울-평양 고속도로를 장악하고 있었다. 흩어진 저격수와 낙오병을 제외하고, 서울의 마지막 수비수들은 그날 밤 도시에서 철수했다.:537
다음 날인 9월 28일, 제1해병연대 제1대대는 많은 지뢰와 싸워야 했지만, 서울 북동쪽 구석을 가벼운 저항만을 받으며 소탕하여 점령을 완료했다. 저녁이 되자 연대는 서울 북동쪽 가장자리에 위치한 132고지와 133고지를 점령하여 서울-의정부-철원 고속도로를 장악했다. 1마일(1.6km) 더 북쪽에서는 북한군이 제7해병연대를 목표인 224고지(좌표 37.623N 127.007E)에 못 미치게 저지하고 있었는데, 이 고지는 고속도로 서쪽 다른 편에 있는 핵심 지형이었다.:537
서울에서의 북한군 저항은 끝났고, 북한군은 도시를 승리적으로 진입한 지 정확히 90일 만에 의정부 방향으로 북쪽으로 철수하고 있었다.:537

## 여파

### 대한민국 정부 복구
9월 23일, 맥아더는 워싱턴의 합동참모본부에 "이승만 대통령, 그의 내각, 입법부 고위 구성원, 유엔 위원회, 그리고 아마도 다른 유사한 공식 범주에 속하는 이들을 서울의 상황이 합리적인 보안을 허용할 만큼 충분히 안정되는 즉시 서울에 거주하게 할 계획"이라는 메시지를 보냈다. 서울의 전투 상황은 9월 27일과 28일까지는 최종 의식 계획을 허용하지 않았다.:537
맥아더 일행은 9월 29일 10:00에 도쿄에서 김포 비행장에 도착했다. 알몬드와 다른 고위 장교들이 일행을 맞이하여 서울로 향했다. 밤새 불도저들이 주요 거리의 바리케이드와 전투 잔해를 치웠다. 총탄에 맞아 불타고 있는 도시의 거리에 환호하는 한국인 군중이 모여들었고, 거리를 따라 줄을 섰다. 제1해병연대 제3대대는 한강 부교를 따라 보안을 제공했고, 제5해병연대 제3대대는 국회의사당 주변 보안을 담당했다.:537-8

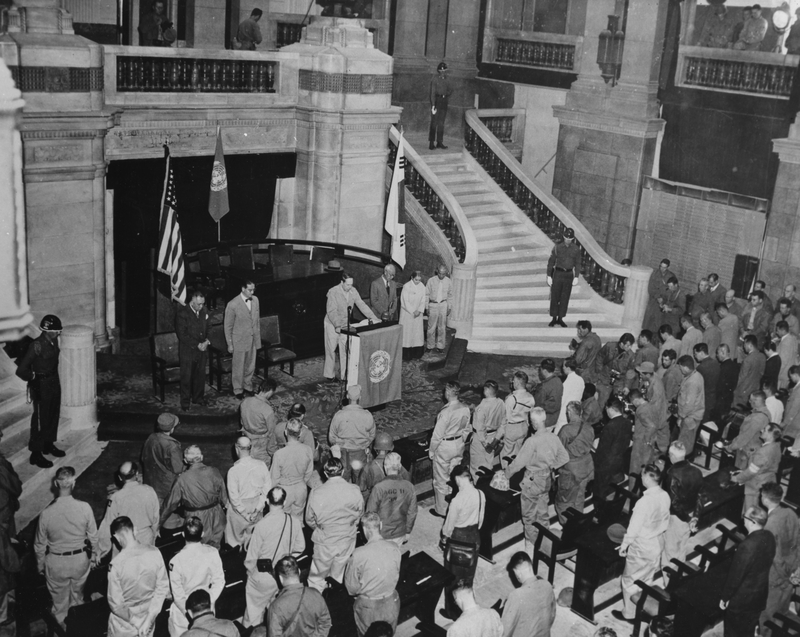
맥아더 장군이 대한민국에 수도를 복원하는 기념식에서 연설하고 있다.

국회의사당 국회 본회의장은 선별된 한국 정부 관계자와 시민들, 그리고 서울을 해방시킨 전투 부대 대표들로 가득 찼다. 12:00, 맥아더는 이승만과 함께 의사당으로 들어와 워커 장군과 맥아더의 초청으로 서울에 온 미 제8군 장교 몇 명을 포함한 고위 장교와 관리들이 앉아 있는 연단으로 향했다. 맥아더는 곧바로 장엄한 목소리와 느린 어조로 짧은 연설을 시작했다.
대통령 각하, 자비로우신 섭리의 은혜로 인류의 가장 위대한 희망이자 영감의 기준인 유엔의 깃발 아래 싸운 우리 군이 이 고대의 수도를 해방시켰습니다... 저는 유엔사령부를 대표하여, 대통령 각하께서 헌법적 책임을 더 잘 이행하실 수 있도록 귀 정부의 수도를 다시 돌려드리게 되어 기쁩니다.
그러자 모인 이들은 맥아더와 함께 주기도문을 낭송했다. 맥아더가 연설하는 동안 부분적으로 부서진 유리 패널 지붕에서 유리 조각들이 떨어졌다. 이승만은 수도 해방에 대한 대한민국의 감사함을 표하기 위해 일어섰고, 준비된 원고에서 벗어나 손을 뻗어 주먹을 쥐었다 펴며 미군 병사들로 구성된 청중들을 향해 말했다. "제가 여러분과 한국 국민의 영원한 감사함을 어떻게 설명할 수 있겠습니까?" 짧은 행사가 끝나자 맥아더는 즉시 김포 비행장으로 떠나 13:35에 도쿄로 출발했다.:538
서울 점령은 미국 정부 관리들과 맥아더 사이에 일련의 교환으로 이어졌다. 트루먼 대통령은 부분적으로 "군사 역사상 당신이 병력을 증강할 시간을 벌기 위해 공간을 희생한 지연 작전이나, 이제 서울 해방을 가져온 찬란한 기동에 필적할 만한 작전은 거의 없습니다"라는 메시지를 보냈다. 미국 합동참모본부로부터 맥아더는 부분적으로 "당신의 방어에서 공격 작전으로의 전환은 훌륭하게 계획되고, 시기적절하게 실행되었습니다... 우리는 유엔이 당신에게 위임한 위대한 임무가 성공적으로 완수될 것이라고 전적으로 확신합니다"라는 메시지를 받았다.:538-9

### 서울 남부 작전
제10군단의 주력이 서울 전방에 집중되어 서울 점령에 몰두하는 동안, 도시 남쪽 30마일(48km)에 위치한 제7사단 제31보병연대의 저지 부대도 가만히 있지 않았다. 9월 23일, 오븐샤인 대령의 제31보병연대가 수원과 수원 비행장의 책임을 맡았을 때, 그들의 임무는 수원에서 적을 소탕하고 비행장 남쪽 고지대를 점령하고 유지하는 것이었다. 수색 중대가 수원에서 붙잡은 포로들은 제105기갑사단 소속 연대가 18일에 남쪽으로 불과 50마일(80km) 떨어진 조치원에 있었으며, 서울 수비대를 돕기 위해 북쪽으로 이동 중이라고 보고했다. 이것이 사실이라면, 이 기갑 부대가 제31보병연대 진지에 접근하고 있다고 가정해야 했다. 따라서 연대는 수원 남쪽 지역을 면밀히 관찰했다.:539
9월 24일 밤, 수원 비행장 남쪽 2마일(3.2km)의 고지대(142고지)에 위치한 제31보병연대 제2대대는 자정 1시간 전 공격을 받았고, 북한군 기갑 부대가 수원-오산 고속도로에 접한 대대 좌측 측면을 공격했다. 대대는 제57야전포병대대와 제15야전포병대대 B포대의 지원 포격을 받아 공격을 격퇴하고 T-34 전차 4대를 격파했다. 다음 날 제92야전포병대대가 수원으로 이동하여 그곳의 병력을 강화했다. 25일과 26일의 항공 정찰에 따르면, 오산 바로 북쪽, 수원 남쪽 8-10마일(13-16km), 미국군 진지 남쪽 2-3마일(3.2-4.8km) 지점에서 고속도로와 철도선 양쪽을 장악하는 고지대에 북한군 참호가 보고되었다.:539
26일, 오븐샤인은 제2대대에게 오산 근처 북한군이 점령한 고지대를 공격하여 점령하라고 명령했다. 여기에는 스미스 특수임무부대가 전쟁의 첫 미 지상 작전에서 7월 5일 북한군을 잠시 저지했던 진지들도 포함되었다. I중대를 제외한 제3대대는 제2대대를 증원할 준비를 마쳤다. 오븐샤인은 E, F, G중대 일부, 그리고 전차 2개 소대로 구성된 제2대대 기동대를 오산을 향해 남동쪽으로 광범위한 측면 기동을 시작하여 적 진지를 후방에서 공격하도록 했다. 동시에 그는 G와 H중대 일부, 그리고 제73전차대대 A중대로 구성된 또 다른 공격 부대를 형성하여 고속도로를 따라 남쪽으로 공격하도록 했다.:539-40
27일 날이 밝자 측면 공격 부대가 오산에 도착했다. 바주카팀이 종대에 발포한 북한군 전차를 파괴했다. 그 후 부대는 오산을 통과하여 북쪽의 고지대에서 북한군과 교전했다. 동시에 북쪽에서 도로를 따라 공격해 오던 두 번째 부대는 강한 북한군 전차, 대전차포, 박격포, 소화기 사격에 의해 저지되었다. 맑고 따뜻한 가을 날씨 내내 전투가 계속되었지만, 제31보병연대는 약간의 진전만 이루었다. 작전 중 포로로 잡힌 병사들은 그 부대가 실제로 제105기갑사단 소속이라고 말했다. 비록 지상 진전은 미미했지만, 제31보병연대는 전차 14대, 대전차포 6문, 박격포 여러 대를 파괴하거나 무력화하고 300명의 사상자를 입혔다고 주장했다. 제31보병연대의 두 공격 부대는 그날 밤 주 적군이 집중된 113고지 주변에 진지를 구축했다.:540
28일 아침, 미 보병대는 08:30에 야간 진지에서 거의 1마일(1.6km) 서쪽으로 철수하여 113고지와 92고지에 예정된 공습으로 인한 사상자를 입지 않도록 했다. 정오부터 50분 동안 해군 항공기 7대가 두 고지대와 92고지 바로 동쪽의 철도 터널 지역을 공격했으며, 네이팜탄을 광범위하게 사용했다. 공습이 끝나자 제57야전포병대대와 제92야전포병대대가 30분 동안 고지대를 포격했고, 중박격포 중대도 준비 사격에 합류했다. 사격이 끝나자 K중대와 L중대는 113고지를 향해 동쪽으로 공격했다. 15:15까지 그들은 가벼운 저항만을 받으며 고지를 확보했고, 그곳에서 L중대는 113고지에서 K중대 사격의 지원을 받으며 600야드(550m) 떨어진 92고지까지 안부를 가로질러 공격했다. 한 시간 후, 제31보병연대는 단 한 명의 사상자도 없이 두 고지를 모두 점령했다. 살아남은 북한군 병력은 동쪽으로 철수했다. 수원과 오산 사이의 도로는 개방되었다. 다음 날 제31보병연대는 점령된 진지에서 100명 이상의 북한군 시신을 매장했다.:540
제31보병연대가 오산 고속도로를 정리하는 동안, 제7사단 제17보병연대 제2대대는 9월 29일 서울 남동쪽에서 북한군과 치열한 교전을 벌이며 전쟁 첫 전투를 치렀다. 이 전투는 밤늦게까지 계속되었고, 대대는 79명의 사상자를 입었다. 그날 밤 제48야전포병대대는 효과적으로 적의 반격을 저지하는 포격을 퍼부었다. 북한군은 400명 이상이 전사한 것으로 알려졌다.:540
9월 30일 제1해병사단은 서울의 제32보병연대 작전 구역을 인계받았고, 해당 부대는 한강 남쪽으로 다시 건너갔다.:540-1
서울 점령 후, 제1해병사단은 도시 북부 지역에서 북한군을 소탕했다. 10월 1일, 제5해병연대 일부는 문산과 임진강까지 평양 고속도로를 정찰했다. 문산 부근을 제외하고는 흩어진 소수의 적군 소총수만 만났다. 동시에 제7해병연대는 도시 북쪽 의정부 도로를 따라 거의 저항 없이 진격했지만, 지뢰 때문에 진격이 방해받았다. 그러나 다음 날인 10월 2일, 연대는 거의 진전이 없었다. 누원리 부근 의정부 남쪽 3마일(4.8km) 지점에서, 고속도로 양쪽에 잘 파고든 북한군 제31사단 제31연대 3개 대대가 격렬한 전투로 연대를 저지했다. 그곳에서는 고속도로 양쪽으로 산이 좁아져 자연 요새를 이루고 있었다. 밤새 북한군 저지 부대는 북쪽으로 철수했고, 10월 3일 전차들이 제2대대를 이끌고 오후에 의정부로 진입했다. 해병대와 해군 공습으로 마을은 완전히 파괴되었다. 제7해병연대는 의정부 바로 북쪽의 고지대를 점령하고 밤새 마을 주변에서 진지를 강화했다. 10월 2일~3일 의정부 전방에서 벌어진 전투는 제1해병사단이 인천-서울 작전에서 만난 마지막 조직적인 저항이었다.:541

### 사상자
서울 작전 결과, 침공 전 도시에 조직된 병력이 5,000명으로 추정되었던 것이 실제로는 서울에 약 8,000명, 영등포 지역에 5,000명 더 있었던 것으로 드러났다. 인천 상륙 작전 후 증원 병력이 도착하여 서울의 북한군 병력은 최소 20,000명에 달했고, 한강과 수원 사이에는 최소 10,000명의 북한군이 있었다. 수원 남쪽 오산 지역에는 2,000명에서 3,000명 정도가 더 있었다. 총 30,000명 이상의 북한군이 인천-수원-서울 지역 전투에 투입되었고, 약 10,000명 이상의 기타 병력은 근처에 있었지만 투입되지 않거나 너무 늦게 도착하여 활용되지 못한 것으로 보인다. X군단은 전투에서 7,000명의 북한군 포로를 잡았으며, 적군 전사자는 14,000명으로 추산했다.:541
제1해병사단은 서울 작전에서 적 전차 공격으로 단 한 대의 전차도 잃지 않았지만, 적 보병 공격으로 여러 대를 잃었다. 제10군단 작전에서 파괴된 조선인민군 전차의 정확한 숫자를 파악하기는 어렵지만, 인천-영등포-서울 지역에서 약 45~50대, 수원-오산 지역에서 약 10~15대, 총 약 60대가 파괴된 것으로 보인다. 북한군은 서울 작전에서 많은 다른 군사 장비를 잃었다. 제1해병사단만 해도 120mm 박격포 23문, 45mm 대전차포 19문, 중기관총 56정, 경기관총 및 기관단총 337정, 14.5mm 대전차 소총 59정, 소총 7,543정을 파괴하거나 노획했다고 보고했다.:541-2
인천-서울 승리는 유엔군에게 약 3,500명의 사상자를 발생시켰다. 제7보병사단은 전사 106명, 부상 409명, 실종 57명을 포함하여 572명의 전투 사상자를 냈다. 전체 사상자 중 166명은 사단에 통합된 대한민국 육군 병사였다. 사단 내에서 제32연대는 전사 66명, 부상 272명, 실종 47명의 손실을 입었다. 제10군단에서 가장 큰 손실은 제1해병사단에서 발생했는데, 총 2,383명의 사상자(전사 364명, 부상으로 사망 53명, 부상 1,961명, 실종 5명)를 입었다. 해병대의 손실은 9월 21일부터 27일까지 6일 동안 가장 컸다. 이 기간 동안 1,482명의 전투 사상자가 발생했으며, 하루 최대 손실은 9월 24일의 285명이었다.:542
전투 후, 한국 경찰은 고양 금정굴 학살과 남양주 민간인 학살로 알려진 사건에서 공산주의 동조자로 의심되는 시민과 그 가족들을 처형했다.

## 같이 보기
- 제1차 서울 전투
- 1·4 후퇴
- 킬러 작전 (제4차 서울 전투)

## 관련 도서
- 김성칠. 《역사 앞에서》. 창비. 1993년. ISBN 978-89-3647-596-3